# Nyugdíjrendszerek
A nyugdíjrendszer egy meghatározott szisztéma mellett kialakított rendszer, amely az idős koruk (esetleg megrokkanásuk) miatt a munkavállalói rétegből kikerült egyének rendszeres pénzbeli ellátásával (nyugdíjjáradékkal) annak megélhetését biztosítja.
Ezek a rendszerek szisztémáik, forrásuk, szabályozásuk stb. szerint csoportosíthatók, párba illetve egymással szembe állíthatók.

## Az állami és az üzleti alapú rendszerek jellegzetességei

### Állami nyugdíjrendszer
Jellemzően szociális alapú rendszer, ahol a nyugellátás fedezetét az állam garantálja. A nyugdíjjogosultság jellemzően meghatározott életkorhoz kötött (nyugdíjkorhatár).
Jellegzetességei
- állami üzemeltetésű, garantált
- az ellátás fedezete lehet:
  - aktív munkavállalóktól kötelezően levont bérjárulék
  - munkaadók által kötelezően befizetett bérarányos nyugdíjbiztosítási járulék
  - adók
  - a befolyt járulékokból elért megtakarítások
- az ellátásban részesülők köre
  - nyugdíjkorhatárt elért munkavállalók
  - munkaképességüket elvesztett aktívkorúak (rokkantak)
- az ellátás (járadék) összege lehet:
  - előre meghatározott (járadékkal meghatározott), járulékfizetés időtartama valamint az aktívkori bérjövedelmek valamint a mindenkori ár/bérszínvonal alapján
  - előre meghatározott, egységes, a mindenkori ár/bérszínvonal alapján
- élethosszi, rendszeres járadék

### Magánnyugdíjrendszer
Jellemzően üzleti alapú, tőkefedezeti rendszer, ahol a nyugellátás fedezetét a rendszerbe belépett tag befizetései s annak esetleges hozamai adják. A nyugdíjjogosultság jellemzően meghatározott életkorhoz kötött (nyugdíjkorhatár). Ténylegesen ( a megszűnőben levő járadékkal meghatározott változatától eltekintve ) egy - a megtakarításokat kezelő - befektetési rendszer, mely az elért - hozamokkal növelt vagy csökkentett - megtakarítások végösszegéből "vásárol" a piacon járadékot. E járadék összege (reálértéke) előre bizonytalanul kalkulálható.
Jellegzetességei
- magán üzemeltetésű, korlátozott garanciával
- az ellátás a tagok által befizetett tagdíj, illetve tagdíj-kiegészítések tőkésítésével képzett befektetési alapok, s azok hozamai
- az ellátásban részesülők köre: a nyugdíjkorhatárt elért tagok
- az ellátás (járadék) összege és időtartama lehet
  - élethosszi, a befizetésesekből elért eredményből vásárolt járadék (járulékkal meghatározott), egy kockázatszámítási képlet alapján a várható életkor és az adott összeg alapján.
  - élethosszi, előre meghatározott (járadékkal meghatározott), egy kockázatszámítási képlet alapján a várható életkor és az elérhető megtakarítás összegével kalkulálva ( ritka, megszűnőben levő rendszer )
  - egyszeri, egyösszegű, a teljes elért megtakarítás kifizetésével

## A felosztó-kirovó rendszer és a tőkefedezeti rendszerek jellegzetességei

### Felosztó-kirovó rendszer
A felosztó-kirovó rendszer jellegénél fogva állami nyugdíjrendszer. Minden korszak aktív dolgozóinak kötelező jövedelemjáruléka adja az aktuális nyugdíjasok állami nyugdíjának fedezetét.
A mindenkori, járadékkal meghatározott nyugdíjigényeket az aktív munkavállalóktól illetve munkaadóktól beszedett jövedelemarányos járulékokból (ritkábban adókból) fedezi. Jellemzően arra épül, hogy az aktív generáció szolidáris a nyugdíjas generációval, s lemond jövedelme egy részéről, abban a reményben, hogy a következő generáció is ezt fogja tenni. 
A rendszer - logikájából adódóan - akkor prosperál, mikor demográfiai hullám éri el, vagy a reálbérek - például egy erőteljes gazdasági növekedés során - nőnek. Ugyanakkor a születések számának hosszútávú csökkenése komoly gazdasági-politikai-szociális válságot eredményez. Demográfiai válság (jelen helyzetünk) esetén a csökkenő aktív korúak járuléka nem fedezi a növekvő nyugdíjasok járadékát, amit - egy ideig - megszorításokkal, korhatáremeléssel, járulékemeléssel, vagy a gazdaság felpörgetésével lehet kezelni.

### Tőkefedezeti rendszer
A tőkefedezeti rendszer egy olyan - állami vagy magán - nyugdíjrendszer, ahol a munkavállaló járuléka, (tagdíja, hozzájárulása) egy (vagy több) nyugdíjpénztárhoz kerül, ahol tőkésítésre kerül. A tőkét - az értékmegőrzés illetve növelés céljából - forgatják, vagy értékálló eszközökbe fektetik (pl. ingatlan). A felgyülemlett tőke és annak (esetleges) hozama biztosítja a leendő nyugdíjas nyugdíjjáradékát, amely lehet előre meghatározott (ritka) vagy a felhalmozott - egyéni számlán nyilvántartott - tőke, s hozam értékének függvényében a nyugdíjba vonuláskor meghatározott összeg.
Jellemzői gyakorlatilag azonosak a magán nyugdíjrendszer-rel.
A rendszernek jelentős előnye, hogy tagja érdekelt a - lehetőség szerint - minél magasabb járulék befizetésében, hiszen ennek függvényében kapja majdani nyugdíját. A rendszernek mindemellett kockázata is van: nem körültekintő befektetések, váratlan gazdasági fordulatok, háborúk a befektetett tőke értékcsökkenéséhez, ezáltal a várt nyugdíjérték csökkenéséhez vezetnek. Hogy ez lehetőleg ne következzen be, az államok a nyugdíjpénztárak működését törvényekkel szabályozzák.

## A járadékalapú (szolgáltatásalapú) és a járulékalapú rendszerek jellegzetességei

### Járadékkal meghatározott
A járadékkal meghatározott (szolgáltatással meghatározott) rendszer a munkavállaló nyugdíjba vonulásától haláláig egy többé-kevésbé előre meghatározott járadékot (szolgáltatást) kap. Elsősorban állami rendszer, de magánrendszerben is előfordul(t), jellemzően ilyen (volt) a munkáltatói biztosítás, ahol a hosszú életkor kockázatát a munkáltató viseli.

### Szolgáltatással meghatározott
Azonos a járadékkal meghatározott rendszerrel

### Járulékkal meghatározott rendszer
A járulékkal meghatározott rendszerben a járadék összege a tag javára befizetett járulékok nagyságának, valamint az esetleges pozitív-negatív hozamok függvényében alakul. A járulékalapú rendszerekben tehát a tag viseli a pénzügyi és a hosszú életből fakadó kockázatot.